# Takács Ádám (színművész)
Takács Ádám, családi nevén bácsai Nagy Gábor (Kecskemét, 1822. július 8. – Pécel, 1897. február 10.) úttörő színész, színigazgató.

## Életpályája
1848-ban felcsapott közhonvédnek, majd bujdosása során, 1850-ben Egerben lépett a színi pályára. Vezető színésze volt a kolozsvári, debreceni, miskolci és kassai színházaknak. 1858-tól foglalkozott rendezéssel. Az 1860-as évek elején igazgató volt két évig. 1862. október 9-én mint vendég fellépett a Budai Népszínházban, a Bánk bánban. 1885-ben visszavonult.
Mint jellemszínész kiváló volt. Játszotta a nagy shakespeare-i szerepeket, továbbá Könyves Kálmánt, XI. Lajost, Harpagont, Petur bánt, Kis Bálintot (Csikós), Tjälde-t (Csőd), Dózsa Györgyöt, Poplavec-et (A rab), stb. A Színészegyesület alakulásában tevékeny részt vett. Cikkei a Szinházi Emlényben (Pécs, 1858. A magyar szinészetről); a Vasárnapi Ujságban (1861); a Szinészek Lapjában (1844. 11. sz. Székelynéről, 1855. 46. és következő sz., A magyar szinészet arany korszakának művészeiről, 1887. 52. sz. A szinpadi komikumról).

## Magánélete
Neje, Katics Róza meghalt 1859 május havában, Pécsett. („Hölgyfutár, 1859. V. 14.) Leánya Bercsényiné Takács Emese színésznő.

## Fontosabb szerepei
- Gloster (Shakespeare: Lear király)
- Shylock (Shakespeare: A velencei kalmár)
- Harpagon (Molière: A fösvény)
- Dörgösi (Rosen: A mai férfiak)
- Reinhold Kristóf (Raupach: Molnár és gyermeke)

## Fontosabb rendezési
- Dumas: Hermann gróf
- Dumas: A kaméliás hölgy
- Shakespeare: Velencei kalmár
- Vörösmarty Mihály: Az áldozat (szomorújáték)
- Molière: Tudós nők

## Munkája
- A magyar szinészegyesület közgyülésének naplója. Szerk. Bpest, 1880.

## Működési adatai
1853–55: Arad; 1856: Szeged; 1857: Debrecen, Szatmár, Nagyvárad; 1857–58: Kolozsvár; 1858–60: Pécs, Nagyvárad, Miskolc; 1861–63: Budai Népszínház, Kassa; 1866–67: Pécs; 1868–71: Kolozsvár; 1872–73: Debrecen; 1873–74: Kassa; 1874–76: Debrecen; 1876–79: Kassa, Felvidék; 1879–80: Győr; 1880–84: Székesfehérvár, Kassa, Szabadka, Miskolc. 
Igazgatóként: 1860: Debrecen; 1860–61: Arad; 1861: Debrecen, Arad.